# Renate Brockpähler
Renate Brockpähler (* 9. März 1927; † 23. November 1989) war eine deutsche Volkskundlerin.

## Leben und Wirken
Renate Brockpähler war die Tochter des Schriftstellers und Heimatforschers Wilhelm Brockpähler und die ältere Schwester des Schriftstellers Wolfgang Brockpähler. Sie war ab 1944 im Reichsarbeitsdienst und bis März 1945 im Lager Gorspen-Vahlsen, wo sie die Bedeutung des Singens kennenlernte.
1959 wurde sie mit einer Arbeit über die Geschichte der Barockoper in Deutschland an der Universität Münster zum Dr. phil. promoviert. Sie war Mitglied der Volkskundlichen Kommission für Westfalen und Leiterin des Westfälischen Volksliedarchivs in Münster. Renate Brockpähler veröffentlichte mehrere Beiträge in der Rheinisch-westfälischen Zeitschrift für Volkskunde.
Mit Dietmar Sauermann arbeitete sie an einem Kriegsgefangenenprojekt, während dessen Durchführung sie verstarb.

## Schriften
- Handbuch zur Geschichte der Barockoper in Deutschland. Dissertation. Universität Münster, Münster 1959. Lechte, Emsdetten 1964.
- Mitteleuropa, Weserbergland. Feuerräderlauf in Lügde. Teil E 481 von Gotthard Wolf (Hrsg.): Encyclopaedia cinematographica. Institut für wissenschaftlichen Film, Göttingen  1968.
- 40 Jahre Westfälisches Volksliedarchiv 1927–1967. In: Jahrbuch für Volksliedforschung. Berlin 1968.
- Lieder zum Lambertusspiel. Mit einer Einführung von Dietmar Sauermann und Renate Brockpähler. Aschendorff, Münster 1978, ISBN 3-402-06549-5. 6. Auflage 2004.
- (Hrsg.): Aus dem Leben einer Bäuerin im Münsterland. Gertrude Rolfes berichtet. Beiträge zur Volkskultur in Nordwestdeutschland, Heft 25. Coppenrath, Münster 1981, ISBN 3-88547-119-1 (online, PDF; 21,2 MB).
- (Hrsg.): Lied, Tanz und Musik im Brauchtum. Volkskundliche Kommission für Westfalen des Landschaftsverbandes Westfalen-Lippe, Münster 1985.
- Bauerngärten in Westfalen. Mit Fotos von Dieter Rensing. Coppenrath, Münster um 1985, ISBN 3-88547-348-8.
- mit Dietmar Sauermann: „Eigentlich wollte ich ja alles vergessen.“ Erinnerungen an die Kriegsgefangenschaft 1942–1955. Coppenrath, Münster 1992, ISBN 3-88547-812-9.